# Xã Pleasant Valley, Quận Mower, Minnesota
Xã Pleasant Valley (tiếng Anh: Pleasant Valley Township) là một xã thuộc quận Mower, tiểu bang Minnesota, Hoa Kỳ. Năm 2010, dân số của xã này là 304 người.